# Hansenius regneri
Espèce
Hansenius regneri est une espèce de pseudoscorpions de la famille des Cheliferidae.

## Distribution
Cette espèce se rencontre en Tanzanie et au Kenya.

## Description
Hansenius regneri mesure de 2 à 2,5 mm.

## Étymologie
Cette espèce est nommée en l'honneur de R. Regner.

## Publication originale
- Beier, 1944 : Über Pseudoscorpioniden aus Ostafrika. Eos, Madrid, vol. 20, p. 173-212.